# Julija Wjatscheslawowna Lipnizkaja
Julija Wjatscheslawowna Lipnizkaja (russisch Юлия Вячеславовна Липницкая; * 5. Juni 1998 in Jekaterinburg) ist eine ehemalige russische Eiskunstläuferin, die im Einzellauf startete. Mit der russischen Mannschaft wurde sie 2014 als jüngste Eiskunstläuferin aller Zeiten im Alter von 15 Jahren Olympiasiegerin. Sie ist die Europameisterin des Jahres 2014.

## Werdegang

### Anfänge
Julija Lipnizkaja begann mit dem Eiskunstlauf im Alter von vier Jahren in ihrer damaligen Heimatstadt Jekaterinburg. 2009 zog sie wegen ihres großen Eislauftalents nach Moskau, um dort zu trainieren. Sie platzierte sich von Anfang an auf vorderen Rängen bei Jugendmeisterschaften und errang ihren Durchbruch in der Saison 2011/2012 mit dem Gewinn des Finales des internationalen Junioren-Grand-Prix.

### Nationale und internationale Karriere
Bereits 2012, bei ihrer ersten Teilnahme an der Russischen Meisterschaft der Seniorinnen, errang Lipnizkaja die Silbermedaille und wurde im selben Jahr sowohl russische Juniorenmeisterin als auch Junioren-Weltmeisterin. Bekannt wurde sie in dieser Saison auch dadurch, dass sie bei keinem einzigen Wettbewerb stürzte. Ebenso 2012 gab sie ihr Debüt auf einem internationalen Seniorinnen-Wettbewerb, der Finlandia Trophy. Sie gewann mehrere Grand Prix-Wettbewerbe, war in diesem Jahr aber noch zu jung für die Teilnahme an den Eiskunstlauf-Weltmeisterschaften.
Nach einer Verletzungspause kehrte sie 2013 zurück, wurde Fünfte bei der Russischen Juniorinnenmeisterschaft und Zweite bei der Juniorinnen-Weltmeisterschaft hinter ihrer Mannschaftskameradin Jelena Radionowa. In der darauf folgenden Saison gewann sie die Finlandia Trophy und den Grand-Prix-Wettbewerb Skate Canada. Durch den Gewinn des Cup of Russia in Moskau qualifizierte sie sich daraufhin für das Grand-Prix-Finale, das sie mit der Silbermedaille beendete. Sie ist damit die zweitjüngste Medaillengewinnerin ihres Landes nach der Eiskunstlauflegende Irina Sluzkaja. Durch einen darauf folgenden zweiten Platz bei der russischen Meisterschaft qualifizierte sie sich für die Teilnahme an den Eiskunstlauf-Europameisterschaften 2014 und holte dort auf Anhieb den Titel.

### Olympia 2014
Bei den Olympischen Winterspielen in Sotschi errang sie im neuen Teamwettbewerb mit der russischen Mannschaft Gold und war auch im Rahmen dieses Wettbewerbs erstplatziert unter den Damen in Kurzprogramm und Kür. Beim Einzelwettbewerb der Damen gelang ihr der 5. Platz.

## Persönliches
Lipnizkaja erkrankte an Magersucht; ab dem Frühjahr 2017 begab sie sich in medizinische Betreuung. Im August desselben Jahres gab sie ihren Rücktritt vom aktiven Sport bekannt.

## Ergebnisse
GP: ISU Grand Prix; CS: ISU Challenger Serie; JGP: ISU Junior Grand Prix; Z: Zurückgezogen
| Wettbewerb/Saison                 | 2009–10       | 2010–11       | 2011–12       | 2012–13       | 2013–14       | 2014–15       | 2015–16       | 2016–17       |
| International                     | International | International | International | International | International | International | International | International |
| --------------------------------- | ------------- | ------------- | ------------- | ------------- | ------------- | ------------- | ------------- | ------------- |
| Olympische Winterspiele (Einzel)  |               |               |               |               | 5.            |               |               |               |
| Olympische Winterspiele (Team)    |               |               |               |               | 1.            |               |               |               |
| Weltmeisterschaften               |               |               |               |               | 2.            |               |               |               |
| Europameisterschaften             |               |               |               |               | 1.            |               |               |               |
| GP Finale                         |               |               |               | Z             | 2.            | 5.            |               |               |
| GP Cup of Russia                  |               |               |               |               | 1.            |               |               | 12.           |
| GP Skate America                  |               |               |               |               |               |               | 6.            | Z             |
| GP Skate Canada                   |               |               |               |               | 1.            |               |               |               |
| GP Trophée Eric Bompard           |               |               |               | 3.            |               | 2.            | 2.            |               |
| GP Cup of China                   |               |               |               | 2.            |               | 2.            |               |               |
| CS Finlandia Trophy               |               |               |               |               |               |               | 2.            |               |
| CS Nepela Trophy                  |               |               |               |               |               |               |               | 2.            |
| Finlandia Trophy                  |               |               |               | 1.            | 1.            |               |               |               |
| International: Junioren           |               |               |               |               |               |               |               |               |
| Juniorenweltmeisterschaften       |               |               | 1.            | 2.            |               |               |               |               |
| JGP Finale                        |               |               | 1.            |               |               |               |               |               |
| JGP Italien                       |               |               | 1.            |               |               |               |               |               |
| JGP Polen                         |               |               | 1.            |               |               |               |               |               |
| National                          |               |               |               |               |               |               |               |               |
| Russische Meisterschaften         |               | 4.            | 2.            | Z             | 2.            | 9.            | 7.            | Z             |
| Russische Juniorenmeisterschaften | 5.            | Z             | 1.            | 5.            |               |               |               |               |